# Walter Lord
John Walter Lord, Jr. (8 de octubre de 1917-19 de mayo de 2002) fue un escritor estadounidense, más conocido por su libro documental Una noche para recordar (1955), ensayo acerca del hundimiento del transatlántico RMS Titanic.

## Comienzos
Walter Lord nació en Baltimore, Maryland del matrimonio formado por John Walterhouse Lord y Henrietta (nacida Hoffman) el 8 de octubre de 1917. Su padre, que era abogado, murió cuando Lord tenía apenas tres años de edad. Su abuelo, Richard Curzon Hoffman, fue presidente de la naviera Baltimore Steam Packet Company ("Old Bay Line") en la década de 1890.
En julio de 1926, a la edad de 9 años, Lord viajó a través del océano Atlántico, desde Nueva York a Cherburgo y Southampton, en el RMS Olympic, el barco gemelo del Titanic.
Tras sus estudios secundarios en la escuela Gilman de Baltimore, estudió historia en la Universidad de Princeton y se graduó en 1939. Posteriormente, Lord se matriculó en la facultad de Derecho de Yale, interrumpiendo sus estudios para unirse al Ejército de los Estados Unidos después del ataque a Pearl Harbor. Durante la Segunda Guerra Mundial, fue asignado a la Oficina de Servicios Estratégicos, trabajando en la encriptación y desencriptación de mensajes en Londres, en 1942. Era el secretario del organismo cuando la guerra llegó a su fin en 1945. Después, Lord regresó a la universidad de Yale, donde obtuvo su licenciatura en derecho.

## Carrera
Lord escribió o editó 11 libros de gran éxito en materias tan diversas como Pearl Harbor (Day of Infamy, 1957), la batalla de Midway (Incredible victory, 1967), la batalla del Álamo (A Time to Stand, 1961), la batalla de Baltimore (The Dawn's Early Light, 1972), la exploración del Ártico (Peary to the Pole, 1963), la América previa a la Primera Guerra Mundial (The Good Years: From 1900 to the First World War, 1960), Coastwatchers (Lonely Vigil, 1977), y la lucha por los derechos civiles (The Past That Would Not Die, 1965).

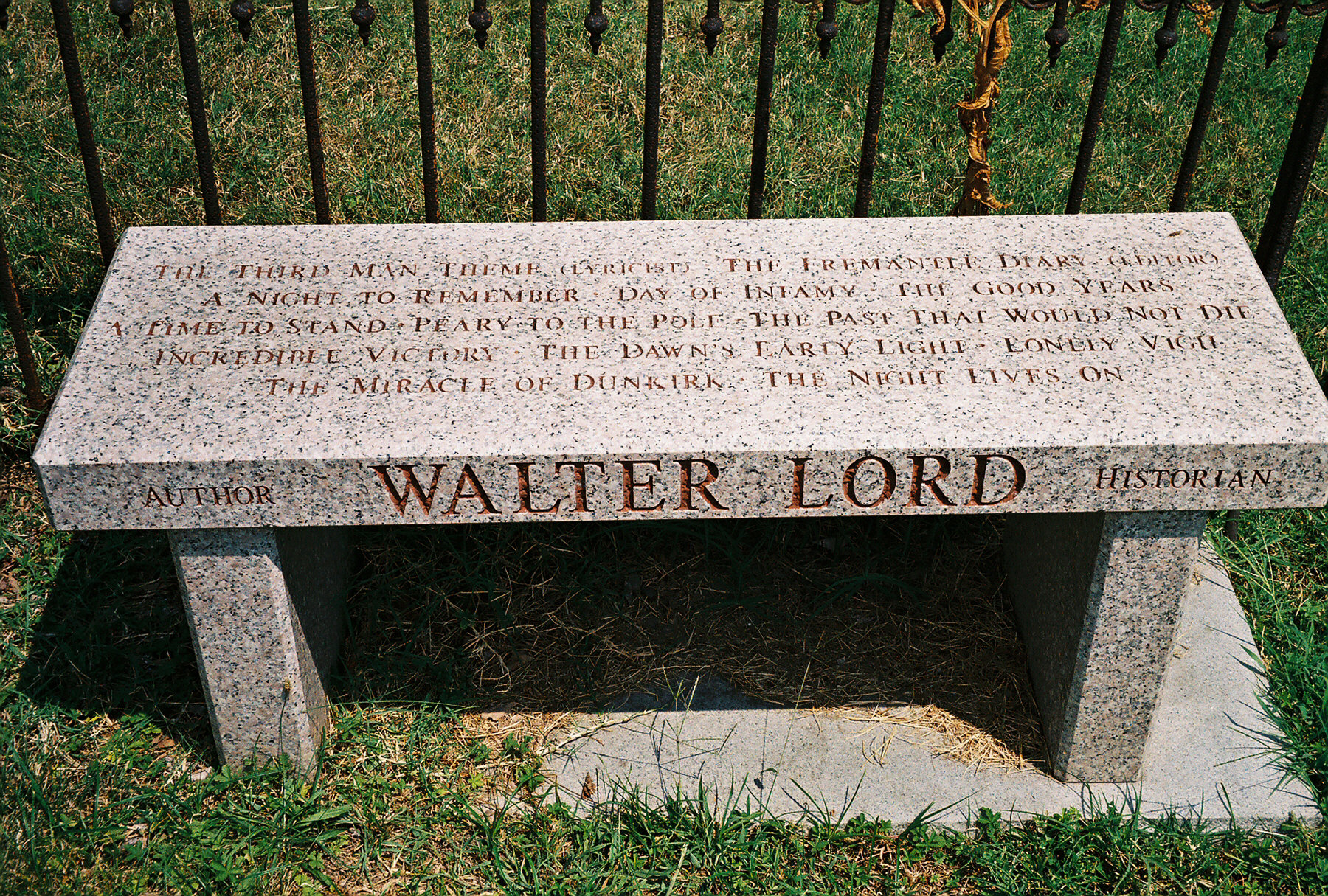
Banco en homenaje de Lord, grabado con los títulos de sus libros.

Poco después de trabajar como redactor para la agencia de publicidad J. Walter Thompson en la ciudad de Nueva York, Lord publicó The Fremantle Diary, editado y anotado a partir de los diarios del oficial británico y simpatizante de la Confederación, Arthur Fremantle, que recorrió el Sur durante tres meses en el año 1863. Se convirtió en un leve, pero sorprendente éxito en 1954, cuando Lord estaba completando A Night to Remember (Una noche para recordar), trabajo que le otorgaría mucha repercusión popular.
El libro A Night to Remember, que trataba sobre el naufragio del Titanic, se convirtió en un superventas en 1955 y fue adaptado al cine en una popular película británica del mismo nombre, en 1958. El historiador rastreó a 63 supervivientes del Titanic y escribió una dramática reconstrucción, minuto a minuto, de la historia del hundimiento del transatlántico durante su viaje inaugural. El gran conocimiento de Lord acerca de la catástrofe del Titanic le dio gran renombre, y con frecuencia, daba conferencias en las reuniones de la Sociedad Histórica del Titanic. En sus años finales, Lord escribió otro libro sobre el Titanic, titulado The Night Lives On: Thoughts, Theories and Revelations about the Titanic (La noche vive de nuevo: pensamientos, teorías y revelaciones sobre el Titanic), publicado en 1986. En la siguiente década, Lord sirvió como consultor para el director James Cameron durante el rodaje de Titanic (1997). La película documental de Cameron Ghosts of the Abyss (2003), fue dedicada a la memoria de Lord.

## Muerte

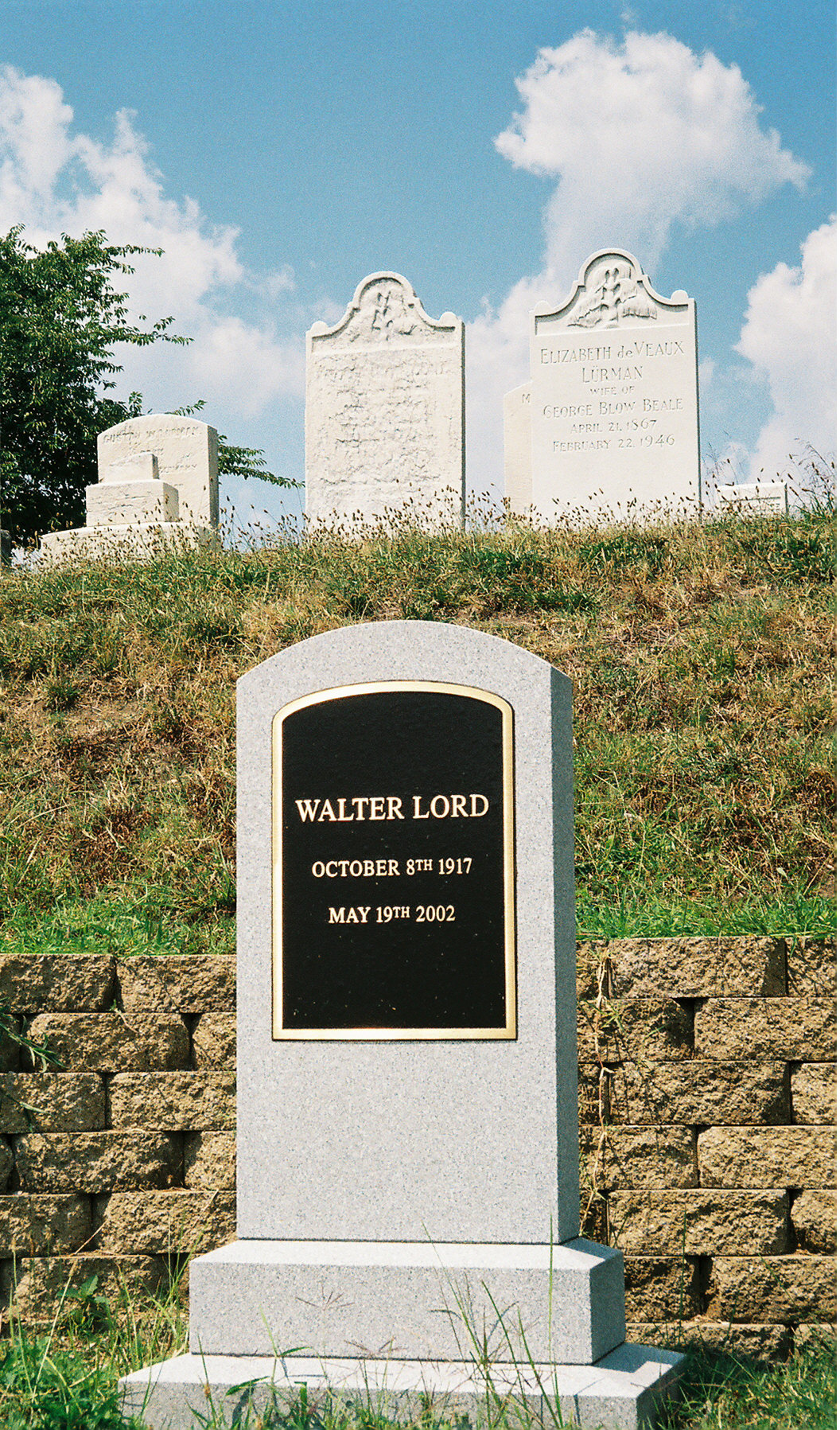
Tumba de Lord en la parcela familiar en el cementerio Green Mount (Baltimore).

Lord, que permaneció toda su vida soltero, falleció el 19 de mayo de 2002 a la edad de 84 años, después de una larga lucha contra la enfermedad de Parkinson, en su casa de Manhattan. El historiador David McCullough dijo de Lord tras su muerte: "Era uno de los hombres más generosos y bondadosos que he conocido, y cuando quería ser un escritor, él fue una gran ayuda. Siempre estaré en deuda con él."

## Biografía
En 2009, Jenny Lawrence editó y publicó The Way It Was: Walter Lord on His Life and Books (La forma en que fue: Walter Lord en su vida y libros). En la década de 1980, Lawrence había grabado horas de entrevistas que tuvo con Lord, en las que habló de su escritura y de la vida. Después de varios capítulos acerca de sus primeros años de vida en Baltimore y hasta su tiempo con la OSS en Londres y París, el resto de capítulos están dedicados a la investigación y la escritura de cada uno de sus libros.

## Publicaciones
Lord publicó 12 obras históricas:
- The Fremantle Diary (1954) (ed.)
- A Night to Remember (1955)
- Day of Infamy (1957)
- The Good Years (1960)
- A Time to Stand (1961)
- Peary and the Pole (1963)
- The Past That Would Not Die (1965)
- Incredible Victory (1967)
- The Dawn's Early Light (1972)
- Lonely Vigil (1977)
- The Miracle of Dunkirk (1982)
- The Night Lives On: Thoughts, Theories and Revelations about the Titanic (1986)[6]